# Бейнбридж, Кристофер
Кристофер Бейнбридж (англ. Christopher Bainbridge; около 1462/1464, Хилтон, графство Уэстморленд, королевство Англия — 14 июля 1514, Рим, Папская область) — английский кардинал. Епископ Дарема с 27 августа 1507 по 22 сентября 1508. Архиепископ Йоркский и примас Англии с 22 сентября 1508 по 14 июля 1514. Кардинал-священник с 10 марта 1511, с титулом церкви Санти-Марчеллино-э-Пьетро с 17 марта по 22 декабря 1511. Кардинал-священник с титулом церкви Санта-Прасседе с 22 декабря 1511.